# 마네킨 2
《마네킨 2》(영어: Mannequin Two: On the Move)는 미국에서 제작된 스튜어트 래필 감독의 1991년 로맨틱 코미디 영화이다. 1987년 영화 《마네킨》의 속편이다. 크리스티 스완슨 등이 출연하였고, 에드워드 루고프 등이 제작에 참여하였다.

## 출연진
- 크리스티 스완슨
- 윌리엄 래그즈데일
- 미섁 테일러
- 테리 카이저
- 스튜어트 팬킨
- 신시아 해리스

## 기타 제작진
- 공동 제작: 맬컴 R. 하딩
- 배역: 페니 페리, 애넷 벤슨
- 미술: 윌리엄 J. 크리버
- 의상: 어니스트 미스코
- 조감독: 로저 라파지